# Carlo Gaetano Stampa
Carlo Gaetano Stampa (Milão, 1 de novembro de 1667 - Milão, 23 de dezembro de 1742) foi um cardeal do século XVIII

## Biografia
Nasceu em Milão em 1 de novembro de 1667, Milão. De família patrícia. Filho de Cristierno Stampa, conde do Sacro Império Romano e de Montecastello, e Giustina Borromeo, dos condes de Arona. Ele também está listado como Carlo Gaetano. Sobrinho do cardeal Gilberto Borromeo, sênior (1652), por parte de mãe.
Ele recebeu sua educação inicial em casa; aos doze anos foi enviado a Roma para estudar no Seminário Romano (filosofia e teologia); ele então compareceu. Universidade de Pavia, onde obteve o doutorado in utroque iure , direito canônico e civil, em 10 de julho de 1698; ele foi admitido no Nobile Collegio Dottorale degli Avvocati de Milão em 1699.
Abade commendatario de S. Antonio di Valenza, 1693. Foi para Roma e foi nomeado camareiro particular de Sua Santidade em 1703. Referendário dos Supremos Tribunais da Assinatura Apostólica de Justiça e da Graça, 28 de maio de 1705. Prelado doméstico de Sua Santidade, 1705. Abade commendatario de S. Abbondio em Como, e de S. Ambrogio ad Nemus em Milão. Vice-legado da Romanha, 10 de dezembro de 1706 até 1709. Governador de Spoleto, 18 de maio de 1709. Governador de Ancona, 19 de maio de 1714; ele conseguiu libertar a cidade dos ataques de piratas. Abade commendatario de S. Silano em Romagnano. Inquisidor na ilha de Malta em 1716; nunca ocupou o posto nem foi para a ilha.
Ordenado em 31 de outubro de 1717.
Eleito arcebispo titular da Calcedônia, em 6 de dezembro de 1717. Consagrado, em 23 de janeiro de 1718, capela do coro, igreja de S. Carlo al Corso, Roma, pelo cardeal Ferdinando d'Adda, assistido por Vincenzo Petra, arcebispo titular de Damasco, e por Pietro Luigi Carafa, arcebispo titular de Larissa. Núncio em Florença, de 29 de abril de 1718 até 12 de outubro de 1720. Núncio em Veneza, de 23 de setembro de 1720 até 7 de maio de 1735. Secretário da SC dos Bispos e Regulares, 12 de dezembro de 1734. Transferido para a sede metropolitana de Milão, 6 de maio de 1737; tomou posse da sé no dia 13 de julho seguinte por meio de seu procurador, dom Giovanni Manrique, vigário capitular; ele entrou na Sé em particular em julho de 1738.
Criado cardeal sacerdote no consistório de 23 de fevereiro de 1739. No dia 10 de maio seguinte, fez uma entrada triunfal na cidade, na presença do grão-duque Francesco di Lorena da Toscana; a princesa Maria Teresa Amália, filha do imperador Carlos VI; e Frei Lorenzo Ganganelli, diretor de estudos no convento de S. Francesco dos Ordem dos Frades Menores Conventuais de Milão, futuro Papa Clemente XIV. Participou do conclave de 1740, que elegeu o Papa Bento XIV. Recebeu o gorro vermelho e o título de S. Alessio, em 16 de setembro de 1740.
Morreu em Milão em 23 de dezembro de 1742, de repente, em Milão. Seu corpo foi embalsamado e o funeral solene ocorreu na segunda-feira, 21 de janeiro de 1743. Seus restos mortais foram enterrados em frente ao altar da capela della Madonna della Rosario , chamada dell'Albero , na catedral metropolitana de S. Maria in Nascente, Milão. Seu coração foi enterrado na igreja paroquial de Tromello, Pavia, sob o altar dedicado à Madonna della Donzellina, venerada pelos Tromellesi.